# Mezei Béla (labdarúgó)
Mezei Béla (Püspökladány, 1949. február 21. –) labdarúgó, csatár.

## Pályafutása
1966-ig a Fővárosi Autóbusz játékosa volt. 1967 és 1968 között volt a Ferencváros játékosa, ahol egy bajnoki címet szerzett a csapattal. A Fradiban 13 mérkőzésen szerepelt (3 bajnoki, 8 nemzetközi és 2 hazai díjmérkőzés) és 2 gólt szerzett (egyéb). Ezután szerepelt a Volán SC-ben, az MTK-ban és a Szekszárdi Dózsában. 

## Sikerei, díjai
- Magyar bajnokság
  - bajnok: 1968